# Agapeta
Agapeta är ett släkte av fjärilar som beskrevs av Jacob Hübner 1822. Agapeta ingår i familjen vecklare.

## Dottertaxa tillAgapeta, i alfabetisk ordning[1][2]
- Agapeta albana
- Agapeta amphimnesta
- Agapeta angelana
- Agapeta brunneocycla
- Agapeta deficiens
- Agapeta depuncta
- Agapeta diversana
- Agapeta exoterica
- Agapeta ferrugana
- Agapeta hamana, Tistelgulvecklare
- Agapeta heliochrosta
- Agapeta insignatna
- Agapeta largana
- Agapeta limbatana
- Agapeta limenias
- Agapeta mexicana
- Agapeta periphragmella
- Agapeta punctulatana
- Agapeta purana
- Agapeta pyrrhodelta
- Agapeta scardiosana
- Agapeta stereopis
- Agapeta taeniosana
- Agapeta trigonana
- Agapeta umbrabasana
- Agapeta unicolorana
- Agapeta vanillana
- Agapeta versicolorana
- Agapeta vicolana
- Agapeta zacualpana
- Agapeta zebrana
- Agapeta zoegana,  Klintgulvecklare

## Bildgalleri

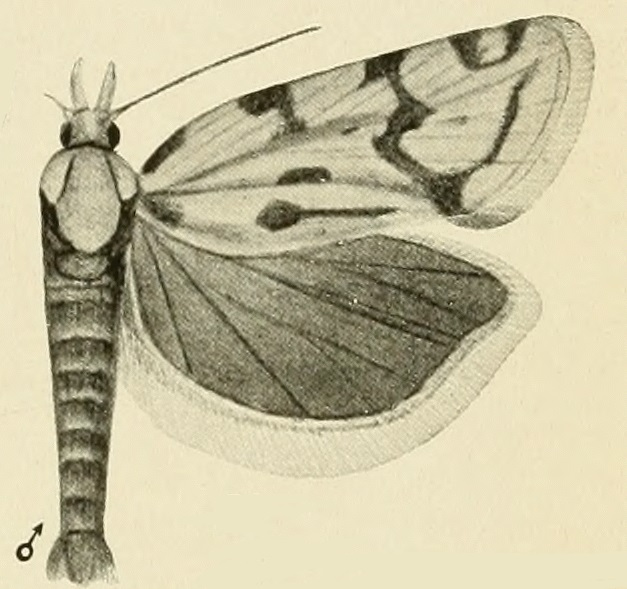